# Acadieman
Pour les articles homonymes, voir Acadie (homonymie).
Acadieman est un superhéros créé par le musicien et dessinateur acadien Daniel « Dano » Leblanc, originaire de Moncton. À l'origine une bande-dessinée, l'histoire a été adapté à la télévision, sur internet et au cinéma. La série animée est diffusée sur Télévision Rogers, dans la province canadienne du Nouveau-Brunswick.

## Histoire
Dano Leblanc publia à l'origine une bande-dessinée dans le journal Mascaret de Moncton. La Télévision Rogers accepta ensuite de produire une série animée, dont la diffusion commença à la fin 2005 en français. Les Éditions Court-Circuit ont publié le premier épisode de la bande-dessinée Acadieman à partir d'avril 2007.

## Le personnage
Acadieman est le premier superhéros acadien, ou plutôt un anti-héros. Il est le pirate officiel de la langue française. Il aime les grands intérieurs et déteste marcher de longues distances ou skier. Le café le rend plus fort, à l'instar des épinards pour Popeye. Il aime manger du chior, de la poutine râpée, des pets de sœurs, des tétines de souris, du homard et des fried piss-clams. Sa série télévisée préférée est Passions et il écoute n'importe quelle musique, en autant qu'on y entend de la cuillère. Il aime boire de la bière, se tenir dans les cafés, se moquer du monde et se faire gâter. Il parle le chiac. Acadieman porte un t-shirt bleu avec le drapeau acadien avec une tête de mort à la place de l'étoile, un casque d'aviateur en cuir marqué d'une lettre A jaune, des lunettes vertes, des gants et des bottes de cuir, un pantalon rouge et un manteau d'aviateur vert.
Acadieman est né quelque part au sud-est du Nouveau-Brunswick. Quand il était petit, ses parents l'on laissé dans le bois par accident, ne voulant pas manquer The Price is Right, leur émission de télé préférée.

### Autres personnages
- Ti-Gris est le chat d'Acadieman.
- Coquille est l'un des amis d'Acadieman.
- Farty Melanson
- Johnny Dieppe est un des amis d'Acadieman.
- Acadiemère est la mère d'Acadieman, une vraie mère juive version acadienne.
- Danny Thibodeau est un journaliste Brayon.
- Roger Bastarache est l'un des amis d'Acadieman.
- Gerry Cormier est un journaliste pour TV Acadie.

Certains autres personnages sont apparus durant seulement quelques épisodes. Il y a par exemple Anna, une parodie d'Anne aux pignons verts, et une patate mutante apparue pendant le quatrième épisode de la première saison.

## Épisodes

### First season
1. Acadieman vs. Mémère spy vs. TechnoBob
2. Acadieman vs. Sa mère
3. Acadieman vs. La Beach
4. Acadieman vs. Le Tourisme
5. Acadieman vs. The Living Dead
6. Acadieman vs. Le Time Travel

### Seasondeusse
1. Acadieman Vs. Le Job Market (diffusé le 26 mai 2007)
2. Acadieman Vs. La War des Étoiles (diffusé le 30 juin 2007)
3. Acadieman Vs. Les Super Beavers (diffusé le 27 juillet 2007)
4. Acadieman Vs. Les Super Heroes
5. Acadieman Vs. La Guerre Civile
6. Acadieman Vs. True Story Acadienne

### Seasontroisse
Un long-métrage intitulé Acadieman Vs. le CMA 2009 est diffusé et disponible sur CapAcadie.com, séparée en capsules de 3 minutes. Cette saison est un partenariat avec le Congrès mondial acadien 2009. Le film sera ensuite divisé en quatre épisodes diffusés sur Télévision Rogers à l'automne. 

## Épisode spéciaux
Acadieman vs. Noël, un épisode spécial de Noël, a été diffusé en décembre 2008 sur le site Capacadie.com. Il a été visionné par 10 000 personnes en 48 heures.

## Bande-dessinée
- Acadieman Comics #1 : ses origines est disponible.
- Acadieman Comics #2 : ses origines est disponible.
- Acadieman Comics #3 : ses origines (les strips 2002-2009) est disponible.

## Produits dérivés et DVD
Le DVD Acadieman: la complete first season est disponible et comprend tous les épisodes de la première saison. Des t-shirts sont aussi en vente.
Le DVD Acadieman: saison deusse est disponible et comprend tous les épisodes de la deuxième saison.
Le DVD Acadieman vs le CMA 2009 est disponible (long métrage).

## Nouveau: clips vidéo d'Acadieman
Le créateur Dano LeBlanc et son équipe ont conçu quinze clips vidéo d’Acadieman vs la santé. Ces courtes vidéos présentent Acadieman et ses amis dans des situations auxquelles font face les jeunes dans leur vie de tous les jours. Présentés avec humour en moins de deux minutes, les clips sont téléchargeables. Ils se retrouvent sur le site www.adosante.org et portent sur les questions de nutrition, d'art corporel, de drogues et d'alcool, de santé mentale, de violence dans les relations, d'activité physique et de santé sexuelle.
Puisque l'Internet rend accessible cette information à travers la planète, tous les clips vidéo comportent deux bandes sonores: celle du chiac légendaire d'Acadieman, et une autre en français standard.

## Prix
- 2006 Impression Awards - Public Choice
- 2006 Impression Awards - Diversity Programming
- Yorkton Short Film and Video Festival - Animation Category Nomination
- Yorkton Short Film and Video Festival - Jury's Choice Award
- 2009 Prix la vague Léonard Forest meilleure moyen ou long métrage acadien (FICFA)
- 2008 Impression Awards - Best Documentary (épisode 6, season 2)

## Controverse
Malgré le fait que le dessin-animé et la bande dessinée soient un succès auprès des jeunes néo-brunswickois, la réaction n'est pas aussi bonne auprès de certains enseignants et intellectuels acadiens. Ceux-ci affirment que la série promeut un mauvais français, à un moment où les gens du sud-est devraient protéger leur langue de l'influence anglaise et de ne pas parler le chiac. La série animée parodie souvent ces critiques. Selon d'autres personnes, ce serait le chiac qui rendrait distinct les Acadiens du sud-est de la province, les différenciant des anglophones mais aussi des autres peuples francophones.